# Grodzisk Mały
Grodzisk Mały – wieś sołecka w Polsce położona w województwie mazowieckim, w powiecie ostrołęckim, w gminie Goworowo.
Wierni kościoła rzymskokatolickiego należą do parafii Podwyższenia Krzyża Świętego w Goworowie.

## Historia
Dawniej Grodzisk.
W latach 1921–1939 wieś i folwark leżał w województwie białostockim, w powiecie ostrołęckim, w gminie Goworowo.
Według Powszechnego Spisu Ludności z 1921 roku zamieszkiwało:
- folwark – 45 osób w 3 budynkach mieszkalnych
- wieś – 173 osoby w 28 budynkach mieszkalnych[8].

Miejscowości należały do parafii rzymskokatolickiej w Goworowie. Podlegały pod Sąd Grodzki w Ostrołęce i Okręgowy w Łomży; właściwy urząd pocztowy mieścił się w Goworowie.
W wyniku agresji niemieckiej we wrześniu 1939 wieś znalazła się pod okupacją niemiecką. Od 1939 do wyzwolenia w 1945 włączona w skład dystryktu warszawskiego.
W latach 1975–1998 miejscowość administracyjnie należała do województwa ostrołęckiego.